# Жекунь (гмина)
Жекунь (пол. Rzekuń) — сельская гмина (уезд) в Польше, входит как административная единица в Остроленкский повет, Мазовецкое воеводство. Население — 8902 человек (на 2004 год).

## Демография
| Перепись                       | Всего   | Всего | Женщины | Женщины | Мужчины | Мужчины |
| ------------------------------ | ------- | ----- | ------- | ------- | ------- | ------- |
| Единицы                        | человек | %     | человек | %       | человек | %       |
| Население                      | 8902    | 100   | 4425    | 49,7    | 4477    | 50,3    |
| Плотность населения (чел./км²) | 65,7    | 65,7  | 32,7    | 32,7    | 33      | 33      |

## Сельские округа
1. Бораве
2. Чарновец
3. Данишево
4. Дрвенч
5. Дзбенин
6. Говорки
7. Камянка
8. Корчаки
9. Лясковец
10. Лавы
11. Нова-Весь-Всходня
12. Нова-Весь-Всходня
13. Нове-Пшитулы
14. Новы-Суск
15. Олдаки
16. Розворы
17. Жекунь
18. Старе-Пшитулы
19. Стары-Суск
20. Теодорово
21. Тоболице
22. Забеле

## Соседние гмины
1. Гмина Червин
2. Гмина Говорово
3. Гмина Лелис
4. Гмина Мястково
5. Гмина Млынаже
6. Гмина Ольшево-Борки
7. Остроленка
8. Гмина Трошин